# 阿斯曼斯豪森

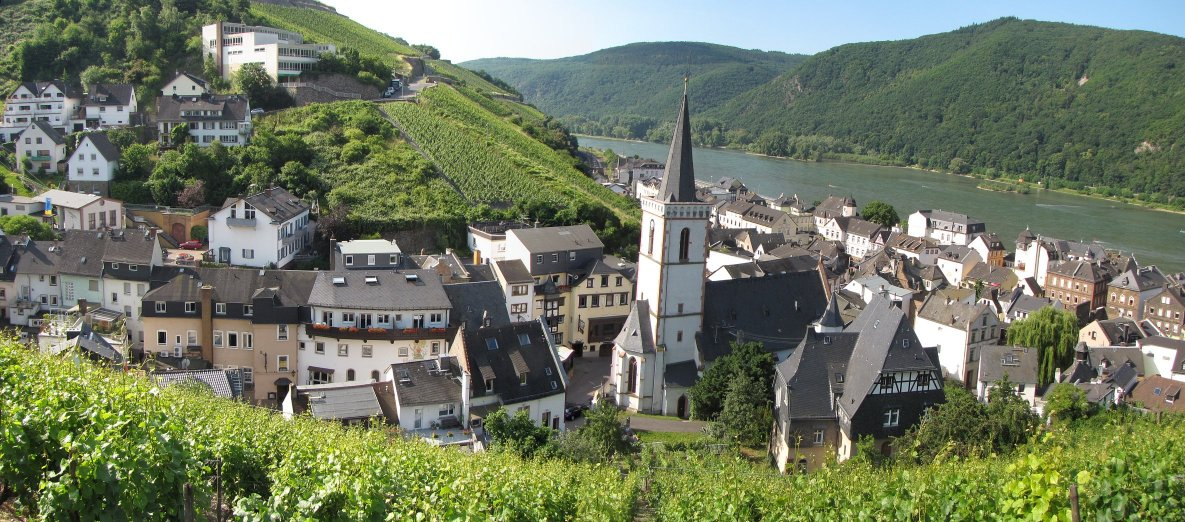

阿斯曼斯豪森（德語：Assmannshausen）是位於德國西部黑森州的一個村莊。阿斯曼斯豪森有溫泉療養設施，並且是德國著名的葡萄酒產地。